# Julio Africano
Julio Africano fue un célebre orador durante el reinado de Nerón y parece haber sido el hijo de Julio Africano, del pueblo galo de los santoni, quien fue condenado por Tiberio en 32.

## Orador
Quintiliano, que había oído a Julio Africano, considera que, junto con Domicio Afer, es el mejor orador de su época. La elocuencia de Africano se caracterizó principalmente por la vehemencia y energía. Plinio el Joven menciona a un nieto de Julio Africano, quien también fue un orador y se opuso a él en una ocasión. Fue un cónsul sustituto (consul suffectus) en 108.